# Шевалье де Лоррен
Филипп де Лоррен-Арманьяк (фр. Philippe de Lorraine; 1643 — 8 декабря 1702) — фаворит-любовник (миньон) герцога Филиппа Орлеанского, брата французского  короля Людовика XIV, на протяжении всей жизни имевший на него огромное влияние.

## Биография
Шевалье де Лоррен происходил из младшей ветви рода Гизов. Он был младшим сыном графа д’Аркура, великого конюшего Франции, и Маргариты дю Камбу — двоюродной племянницы кардинала Ришельё. От брака его старшего брата с сестрой маршала Вильруа происходят последние Гизы — т. н. принцы Ламбеск.
Связь шевалье де Лоррена с Месье началась, когда первому было 14 или 15 лет, а второму — около 18. В это время Месье распорядился отвести для «ангелоподобного» шевалье комнаты в своём парижском дворце Пале-Рояль.
Обе супруги герцога Орлеанского пытались добиться удаления шевалье, чьё присутствие рядом с герцогом ставило под угрозу их семейное счастье, но безуспешно. В январе 1670 года по настоянию первой жены герцога Генриетты Английской король распорядился выслать шевалье в Лион, а оттуда препроводить в замок-тюрьму Иф. Однако, видя неподдельное горе своего брата, он умерил свой гнев и разрешил шевалье приехать в Рим. Весной шевалье вернулся к герцогу в Пале-Рояль, а через несколько месяцев Генриетты не стало. Распространившиеся слухи о том, что её отравил шевалье, по-видимому, не имели под собой оснований.
Месье уступил требованию венценосного брата вступить в новый брак при условии, что шевалье будет гарантирована свобода пребывания при дворе. Тем не менее, в 1682 году де Лоррен, не нашедший общего языка и со второй женой герцога Елизаветой Шарлоттой Пфальцской, вновь попал в опалу. На этот раз ему вменялось приобщение к «итальянскому греху» 14-летнего графа Вермандуа — сына короля и Луизы де Лавальер.
Придворные считали, что шевалье использовал влюблённость герцога в целях личного обогащения. С его именем было связано немало тёмных историй, как, например, рассказ о гибели молодого купца, не желавшего отдаться шевалье и его приятелям. Титулярный аббат четырёх монастырей, он не следовал правилам целибата и имел внебрачных детей. Сен-Симон считает, что шевалье состоял в тайном браке со своей кузиной, принцессой Лиллебонн.
Несмотря на все провинности своего тёзки, постаревший герцог по-прежнему нуждался в его услугах, так как именно шевалье поставлял в его спальню молодых дворян. Молва гласит, что Филипп де Лоррен умер через год после смерти своего покровителя, когда рассказывал придворным дамам неприличные истории о том, как он провёл предыдущую ночь. К этому времени он был уже выселен из Пале-Рояль и потерял возможность получать субсидии из казны.

## Образ в массовой культуре
- 1850 — де Лоррен является одним из персонажей романа А. Дюма «Виконт де Бражелон, или Десять лет спустя».
- 1956 — фигурирует в известной серии авантюрно-приключенческих романов «Анжелика» Анн Голон.

### В кино
- 1964 — в фильмах об Анжелике («Анжелика — маркиза ангелов», «Путь в Версаль») де Лоррена сыграл Роберт Хоффманн.
- 2015 — в сериале «Версаль» роль де Лоррена исполнил Эван Уильямс.